# Anastasiia Salos
Anastasiia Salos, née le 18 février 2002 à Barnaoul, est une gymnaste rythmique biélorusse. 

## Palmarès

### Championnats du monde
- Kitakyūshū 2021
  -  Médaille de bronze par équipe.
  -  Médaille de bronze aux massues.
- Bakou 2019
  -  Médaille de bronze par équipe.

### Championnats d'Europe
- Varna 2021
  -  Médaille d'argent par équipe.
  -  Médaille de bronze au cerceau.
  -  Médaille de bronze aux massues.
- Kiev 2020
  -  Médaille de bronze au concours général individuel.
- Bakou 2019
  -  Médaille d'argent par équipe.